# Gustavo Gois de Lira
Gustavo Gois de Lira Cuevas (Caranavi, 10 de mayo de 1982) es un exfutbolista boliviano que se desempeñaba en la demarcación de guardameta. Actualmente es preparador de porteros.

## Clubes

### Como jugador
| Club            | País    | Año       |
| --------------- | ------- | --------- |
| Iberoamericana  | Bolivia | 1999-2004 |
| La Paz FC       | Bolivia | 2005      |
| Real Potosí     | Bolivia | 2006-2007 |
| La Paz FC       | Bolivia | 2008      |
| Nacional Potosí | Bolivia | 2009      |
| Real Potosí     | Bolivia | 2010      |
| San José        | Bolivia | 2011      |

### Como preparador de porteros
| Club                 | País    | Año       |
| -------------------- | ------- | --------- |
| Universitario (USFX) | Bolivia | 2017-2018 |
| Nacional Potosí      | Bolivia | 2019      |
| The Strongest        | Bolivia | 2021      |
| Selección boliviana  | Bolivia | 2024-     |